# Chloé

Chloé là một công ty thời trang được Gaby Aghion thành lập vào năm 1952. Trụ sở của nó hiện nằm ở Paris.